# Золота лихоманка (фільм)
«Золота лихоманка» (англ. The Gold Rush) — це німа пригодницька комедія 1925 року, поставлена Чарлі Чапліном, який також виступив автором сценарію, продюсером, композитором та зіграв одну з головних ролей. У цій стрічці герой Чапліна, Бродяга, вирушає на пошуки золота Аляски, де на нього чекають нескінченні пригоди та безліч комічних ситуацій. Чаплін кілька разів зазначав, що хотів би, аби його найбільше пам'ятали саме за цим фільмом. На 1 березня 2024 року фільм займав 191-шу позицію у списку 250 найкращих фільмів за версією IMDb. Фільм не проходить тест Бекдел, оскільки в ньому лише одна персонажка.

## Сюжет
Серед сотень людей, опанованих золотою лихоманкою, на Аляску приїздить Бродяга. Наближається велика хуртовина, яку він змушений перечекати в одній хатині разом з іншим золотошукачем та в'язнем-втікачем. Згодом Бродяга полишає пошуки золота та опиняється в містечку, де закохується в молоду та красиву співачку Джорджію, думаючи, що вона також закохана в нього. Він дізнається, що його розшукує знайомий золотошукач, який втратив пам'ять та не може пригадати, де знайдений ним скарб.

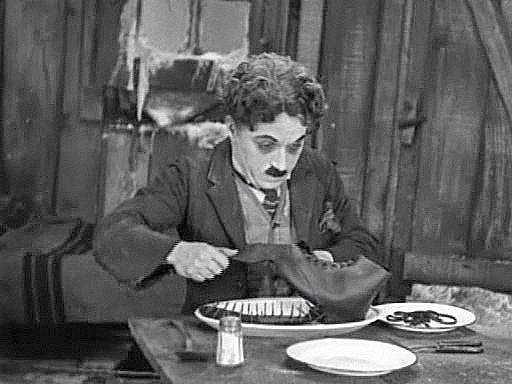
Бродяга з вареним черевиком

Найвідомішими є такі сцени з фільму:
- Зголоднілий Бродяга, змушений їсти власний черевик.
- Хатина хитається на краю прірви, та її мешканці вистрибують з неї до того, як вона зривається вниз.
- Бродяга демонструє своїм уявним гостям за вечерею танець двох шматків хліба, нанизаних на виделки.

## У ролях
- Чарлі Чаплін — Бродяга (Самотній золотошукач)
- Джорджія Гейл — Джорджія
- Мак Свейн — Великий Джим МакКей
- Том Мюррей — Чорний Ларсен
- Малькольм Вейт — Джек Камерон
- Генрі Бергман — Хенк Кертис
- Джон Ренд (не має у титрах)

## Виробництво
- Це єдина німа комедія Чапліна, знята за заздалегідь готовим сценарієм.
- На один знімальний день спеціально найняли 2500 бродяг, які зіграли золотошукачів.
- Чаплін 27 разів перемонтував стрічку, до того як дійти остаточного варіанту.
- Чаплін спробував кілька варіантів імітації снігу, в тому числі знімання на справжньому снігу. Майже весь матеріал було 2 і більше рази перезнято «з різним снігом».